# Juan Manuel de Rosas

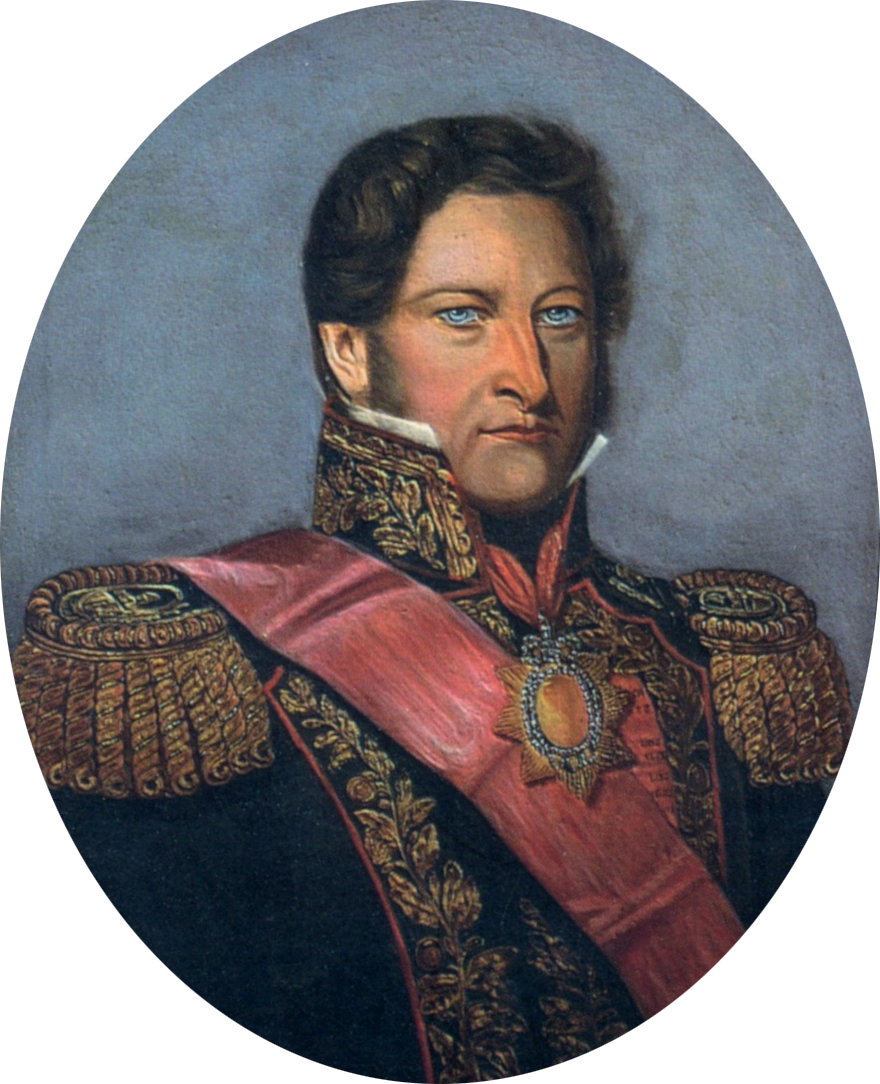
Juan Manuel de Rosas

Juan Manuel Ortiz de Rosas (* 30. März 1793 in Buenos Aires, Vizekönigreich Río de la Plata; † 14. März 1877 in Southampton, England) war ein argentinischer Diktator.

## Leben
Seit 1828 trat Rosas als Befehlshaber der Landbesitzer und Führer der Föderalisten im Kampf gegen die Unitarier auf. Obwohl er den Föderalisten angehörte und wegen ihres Eintretens für die Souveränität der Provinzen die Einführung einer Verfassung ablehnte, regierte er de facto zentralistisch. Mit Juan Facundo Quiroga zählt er zu den Caudillo-Figuren Argentiniens und damit Lateinamerikas.
Im Dezember 1829 wurde er zum Gouverneur der Provinz Buenos Aires gewählt. Im Jahr 1831 unterzeichnete er den pacto federal, der die Argentinische Konföderation schuf. Als seine Amtszeit 1832 endete, konzentrierte sich Rosas während der sogenannten Campaña de Rosas al Desierto (nicht zu verwechseln mit der späteren Conquista del Desierto) darauf, die indigene Bevölkerung in einer Militärkampagne in der südlichen Pampa und dem nördlichen Patagonien zu bekämpfen. Nach einem Putsch der Föderalisten in Buenos Aires übernahm Rosas 1835 erneut das Amt des Gouverneurs und etablierte sich als Diktator. Er gründete die Mazorca, eine bewaffnete Privatmiliz, die seine Gegner brutal verfolgte und jede Form von Opposition unterdrückte. Zudem beschnitt Rosas die Rechte der Presse und schuf einen Personenkult. Sein Bildnis wurde an öffentlichen Plätzen und in Kirchen aufgestellt.
Die 1840er Jahre waren geprägt von Rosas’ Expansionismus. Er verfolgte das Ziel, die Gebiete des ehemaligen spanischen Vizekönigreichs Río de la Plata unter seine Kontrolle zu bringen. Am 20. November 1845 befehligte er in der Schlacht von Vuelta de Obligado die argentinische Flotte gegen eine britisch-französische Koalition, die durch Rosas Politik ihre ökonomischen Interessen in Gefahr sah. Sein Erfolg über die europäischen Mächte stärkte sein Ansehen in Lateinamerika, da er sich als Verteidiger lateinamerikanischer Souveränität stilisieren konnte.
Trotz dieser und anderer Erfolge verschärfte Rosas’ Anspruch auf benachbarte Territorien die Spannungen mit dem Kaiserreich Brasilien und anderen lateinamerikanischen Staaten. Als Teil seiner expansionistischen Strategie mischte sich Rosas in die inneren Angelegenheiten Uruguays ein. Im uruguayischen Bürgerkrieg unterstützte Rosas die Blancos. Brasilien, das alles tat, um Rosas’ Einfluss einzudämmen, warf sich auf die Seite der Colorados in Uruguay. Im August 1851 brach der La-Plata-Krieg aus, in dem sich die argentinische Konföderation unter Rosas und das Kaiserreich Brasilien, Uruguay und die abtrünnigen argentinischen Provinzen Entre Ríos und Corientes unter der Führung des Don Justo José de Urquiza gegenüberstanden. Am 3. Februar 1852 wurde Rosas in der Schlacht von Caseros geschlagen.
Rosas floh in Gaucho-Tracht nach Buenos Aires, rettete sich hier als Matrose verkleidet mit seiner Tochter Manuelita und seinem Sohn Juan Bautista, seiner Schwiegertochter Mercedes Fuentes sowie seinem Enkelsohn, der wie der Großvater Juan Manuel Ortiz de Rosas hieß und später Gouverneur der Provinz Buenos Aires wurde, auf ein englisches Schiff nach Bahia und weiter nach England, wo er am 26. April 1852 in Plymouth landete und danach in Southampton als Landwirt lebte. Die von Urquiza am 4. Februar 1852 gebildete provisorische Regierung konfiszierte sogleich Rosas’ großes Vermögen, das aus Ländereien und Viehherden bestand, als Staatsvermögen und verurteilte ihn 1861 in Abwesenheit als Räuber und gemeinen Verbrecher zum Tod. Später erhielt er einen Teil seines Vermögens zurück. Rosas starb 1877 im Alter von 84 Jahren auf seinem Landsitz bei Southampton.

## Rezeption
Rosas ist bis heute eine umstrittene Figur in der argentinischen Geschichtsschreibung. Zu Lebzeiten waren es vor allem seine Gegner, die er durch seine repressive Politik ins Exil gedrängt hatte, die das Bild von Rosas prägten. Ein Beispiel ist das Werk Civilización i barbarie. Vida de Juan Facundo Quiroga, i aspecto físico, costumbres i hábitos de la República Arjentina (Barbarei und Zivilisation. Das Leben des Facundo Quiroga), das 1845 in Santiago de Chile erschien. Der Autor Domingo Faustino Sarmiento, von Rosas ins Exil gezwungen, kritisiert darin den Diktator und seinen Caudillo-Vorgänger Juan Facundo Quiroga, weil sie laut ihm den ländlichen Raum – die „Barbarei“ – gegen die städtische Zivilisation, für die das europäische Buenos Aires steht, ausspielten.
Die Berichte seiner Zeitgenossen sind oft geprägt durch persönliche Erfahrungen unter der Diktatur Rosas’. Adolfo Saldías war in den 1880er Jahren einer der ersten, der versuchte, Rosas’ Diktatur geschichtlich einzuordnen – jenseits der Dichotomie von Barbarei und Zivilisation.
In den 1920er Jahren gewann der argentinische Revisionismus an Bedeutung, der die Sicht auf Rosas und seine Regierungszeit nachhaltig beeinflusste. Diese Geschichtsauffassung war eingebettet im nacionalismo, eine argentinische rechtsextreme politische Bewegung, die den faschistischen Strömungen in Europa zur gleichen Zeit ähnelte. Die geschichtsrevisionistische Perspektive auf Rosas und seine Regierungszeit war zentral für den nacionalismo, der demokratische Prinzipien ablehnte und die Notwendigkeit eines starken, autoritären Führers für Argentinien hervorhob. Rosas wurde als Sinnbild dieses Führers dargestellt, ein hart arbeitender „Gaucho“, der das Land gegen Eindringlinge verteidigt.
Die Hispanidad Bewegung, welche auf die Rückbesinnung auf die spanischen, katholischen Wurzeln in Lateinamerika setzt, hatte großen Einfluss auf den argentinischen nacionalismo. Der Hispanidad-Vertreter und Schriftsteller Manuel Gálvez gründete 1938 zusammen mit Mitstreitern des nacionalismo, darunter Roberto de Laferrère, Carlos Ibarguren, Ernesto Palacio und die Brüder Rodolfo und Julio Irazusta, El Instituto de Investigaciones Históricas Juan Manuel de Rosas, das sich darum bemühte den Diktator öffentlich zu rehabilitieren.
Als Juan Perón 1946 an die Macht kam, verlor der nacionalismo aber auch der argentinische Revisionismus an Bedeutung. Die Wahl lag nicht mehr zwischen Rosas als Tyrann oder Rosas als Nationalheld, sondern zwischen Pro- oder Anti-Peronismus. Der Peronismus hatte es geschafft die revisionistischen Ideen zu absorbieren, wenn auch auf oft widersprüchliche Weise.
Die peronistischen Politiker waren sich bewusst, dass Rosas nach wie vor einen wichtigen Platz in der Identitätsfindung Argentiniens einnahm. Im Jahr 1989 wurden seine sterblichen Überreste nach jahrzehntelangen Bemühungen von der argentinischen Regierung repatriiert. Der damalige Präsident Carlos Menem wollte damit die nationale Einheit fördern, aber auch um Vergebung für Rosas und vor allem für die Militärdiktatur der 1970er Jahre bitten.
Im Jahr 1992 wurde Rosas, auf Wunsch von Präsident Menem, auf dem 20-Peso-Geldschein Argentiniens abgebildet. Im Jahr 1997 wurde das von Gálvez gegründete Instituto de Investigaciones Históricas Juan Manuel de Rosas per präsidentielles Dekret verstaatlicht.
Im Jahr 2017 ordnete der damalige argentinische Präsident Mauricio Macri an, das auf neu-gedruckte 20-Peso-Geldscheine nicht mehr Rosas, sondern ein Guanako abgebildet sein sollte. Diese Entscheidung und andere Reaktionen weisen darauf hin, dass Rosas und die Einordnung seiner Regierungszeit über 150 Jahre nach seinem Tod weiterhin Kontroversen auslösen.